# ベナンの地方行政区分
ベナンの地方行政区分は、5層の行政区画から成り立つ。ベナンは12の県（フランス語: Département）に分かれる。県は77のコミューン（基礎自治体）に分かれており、コミューンは郡（Arrondissement）に分けられている。郡は複数の都市（Ville）または地区（Quartier）から成り立っており、地区は複数の集落から成り立つ。。
独立時は6つの州（Province）に区分されており、州の下には郡（支庁、Sous-préfecture）と都市圏（Circonscription urbaine）に細分化されていた。1991年1月15日に地方行政区画の改革が実施され、これまでの6州は県に再編したうえでそれぞれ分割され、12県となった。また第2級行政区画はそれまであった区分を廃止しコミューンに統一した。

## 県の一覧

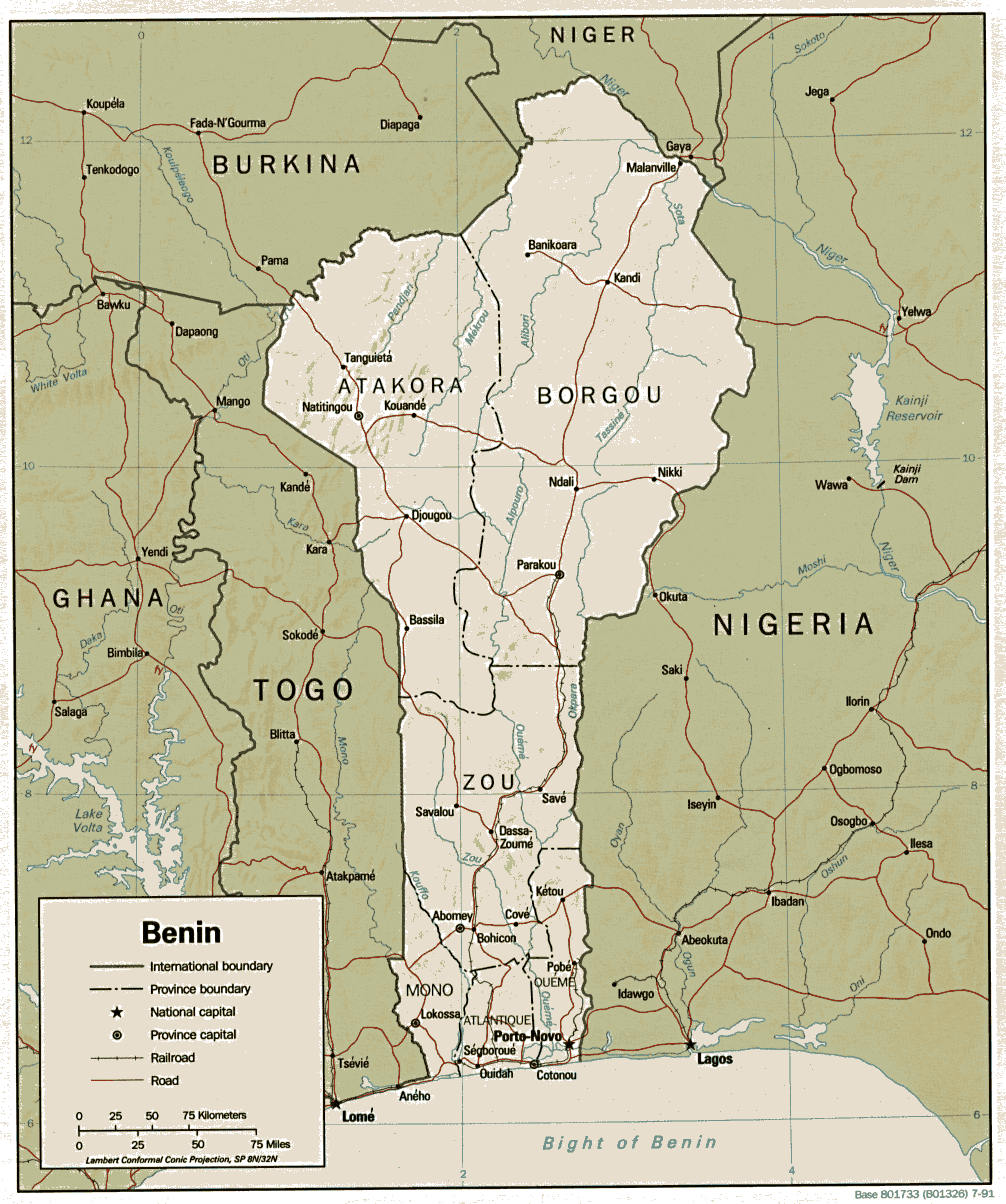
1991年以前の行政区画

| 番号 | 県                 | 県都             | 人口 (2013年) | 面積 (km2) | 人口密度 (/km2) | 地方 | 小地方 |
| ---- | ------------------ | ---------------- | ------------- | ---------- | --------------- | ---- | ------ |
| 2    | アリボリ県         | カンディ         | 867,463       | 26,242     | 33              | 北部 | 北東部 |
| 1    | アタコラ県         | ナティティングー | 772,262       | 20,499     | 38              | 北部 | 北西部 |
| 10   | アトランティック県 | アラダ           | 1,398,229     | 3,233      | 433             | 南部 | 南中部 |
| 4    | ボルグー県         | パラクー         | 1,214,249     | 25,856     | 47              | 北部 | 北中部 |
| 5    | コリネス県         | ダサ＝ズメ       | 717,477       | 13,931     | 52              | 北部 | 北中部 |
| 3    | ドンガ県           | ジューグー       | 543,130       | 11,126     | 49              | 北部 | 北西部 |
| 6    | クッフォ県         | アプラウエ       | 745,328       | 2,404      | 310             | 南部 | 南西部 |
| 11   | リトラル県         | コトヌー         | 679,012       | 79         | 8,595           | 南部 | 南中部 |
| 9    | モノ県             | ロコッサ         | 497,243       | 1,605      | 310             | 南部 | 南西部 |
| 12   | ウェメ県           | ポルトノボ       | 1,100,404     | 1,281      | 859             | 南部 | 南東部 |
| 8    | プラトー県         | ポベ             | 622,372       | 3,264      | 191             | 南部 | 南東部 |
| 7    | ズー県             | アボメー         | 851,580       | 5,243      | 162             | 北部 | 北中部 |

- 1991年以前の行政区画

## 下位行政区画
- ベナンの基礎自治体（英語版）（ベナンのコミューン）